# Feroz (telenovela)
Feroz es una telenovela chilena de suspenso y fantasía,  transmitida por Canal 13 durante el primer semestre de 2010. Toma lugar en Santiago de Chile, donde se presenta a una serie de hombres lobo. En medio de esas criaturas fantásticas está Guillermo (Cristián Campos), un hombre que hace veinte años era completamente normal y cuya vida cambio por completo tras su transformación. Entonces, en pleno año 2010, la vida le da una segunda oportunidad de volver con la mujer a la que dejó en aquel entonces para no hacerle daño.
Protagonizada por Cristián Campos, Tamara Acosta, Patricia López e Ignacio Garmendia, fue emitida en su país de origen desde el 8 de marzo, hasta el 27 de agosto de 2010, no obstante, su estreno estaba programado para la noche del domingo 28 de febrero, debido a la presencia de luna llena y su asociación con los hombres lobos, pero este debió suspenderse y aplazarse, debido al terremoto que había afectado gran parte de Chile el día anterior y durante todos esos días solo se emitió Teletrece.
Debido a la temática fantástica de la telenovela se emplearon diversos efectos especiales, para los que se recurrió a la experiencia del cineasta Jorge Olguín, quien se basó en la película Wolf del año 1994 como guía a seguir para los efectos y maquillajes utilizados en la trama. Además en algunas escenas se utilizaron técnicas de animación por ordenador. Feroz, fue promocionada durante el Festival de Viña del Mar de ese año y su lanzamiento se llevó a cabo en un centro comercial de esa misma ciudad.

## Argumento
Soledad Gutiérrez (Tamara Acosta) es una esforzada profesora que se muda a Santiago desde Temuco, junto a sus tres hijos, Leo (Ignacio Garmendia), Damián (Cristo Montt) y Benjamín (Simón Gelsich), en busca de un mejor futuro y estabilidad económica. La familia llega al condominio “Rinconada de Peñalolén”, donde Soledad se reencuentra con Guillermo Bernard (Cristián Campos), su gran amor de juventud, quien ahora es millonario y dueño del lugar. Guillermo abandonó a Soledad hace más de veinte años luego de pedirle matrimonio, sin darle explicación alguna.
Ella nunca supo realmente cual había sido la verdadera razón de su desaparición. Guillermo fue convertido en un hombre lobo y tuvo que alejarse de ella para no hacerle daño, pero ahora él es un exitoso e inescrupuloso hombre de negocios, y mantiene una salvaje relación con Kiara (Patricia López), una mujer lobo que hará lo que sea para mantenerlo a su lado y alejarlo de Soledad.
En la universidad, Leo y Damián conocen a Amanda (Manuela Martelli) y comienzan a luchar por su amor, mientras ella queda en medio de los dos hermanos: Leo, un joven interesante y misterioso, que la atrae de inmediato, y Damián, un joven seductor que esconde un gran corazón detrás de su fría coraza, pero que la conquista con su fuerte personalidad. Así, la luna jugará con los corazones de todos ellos.

## Elenco
- Tamara Acosta como Soledad Gutiérrez
- Cristián Campos como Guillermo Bernard
- Patricia López como Kiara Montero
- Ignacio Garmendia como Leonardo Cruz
- Manuela Martelli como Amanda Carrera
- Mario Horton como Pablo Gutiérrez
- Blanca Lewin como Ángela Carrera
- Pablo Schwarz como Jacinto Fonseca
- María José Bello como Montserrat Tagle
- Cristo Montt como Damián Cruz
- Lorena Bosch como Mónica Parraguez / Sofía Brunet
- Carolina Arregui como Carmen Ramírez
- Juan Falcón como Tomás Hernández
- Lorene Prieto como Olga Bolados
- Ramón Llao como René Sanhueza
- Carolina Paulsen como Rosa Telías.
- Francisco Gormaz como Ignacio Irarrázaval
- Catalina González como Ana Karen Telias
- Alfredo Allende como Jorge Alfaro.
- Elisa Zulueta como Valentina Sanhueza
- Ingrid Parra como Gloria Hernández
- Tomás Verdejo como Gabriel Hernández
- Mayte Rodríguez como Lorena Salazar
- Belén Soto como Isidora Tagle
- Simón Gelcich como Benjamín Cruz

### Recurrentes e invitados
- Leonor Varela como Laura Palma/ Laura Parraguez
- Alex Zisis como Gonzalo Tagle
- Sonia Mena como Renata Donoso
- Peggy Cordero como Josefina Donoso
- José Secall como Hugo Navarro
- María Elena Duvauchelle como Marta Soto
- Pablo Krögh como Andrés Cruz
- Agustín Moya como Elías Carrera
- Marcial Edwards como Abogado
- Alessandra Guerzoni como Bethania McLean
- Araceli Vitta como Adriana Cooper
- Isidora Cabezón como Daniela
- Luciana Echeverría como Danae Suicx
- Felipe Álvarez como Jairo Brown
- Mauricio Diocares como Eric Molina
- Aldo Bernales como Perro Inostroza.
- Eduardo Topelberg como Atila
- Rodrigo Achondo como Rómulo
- Alex G. Hoffman como Ovalle
- Juan Carlos Cáceres como Doctor
- Julio César Serrano como Barman
- Eyal Meyer como Jean Pierre
- Constanza Álvarez como Dalma

## Trivia
- Leonor Varela volvió a las teleseries, luego de debutar en 1997 con Tic Tac, para interpretar el rol de Laura.[7]

## Banda sonora

### Personajes
| Canción            | Intérprete       | Personaje(s)        | Actor(es)                            |
| ------------------ | ---------------- | ------------------- | ------------------------------------ |
| «Donde Hubo Amor»  | Myriam Hernández | Soledad y Guillermo | Tamara Acosta y Cristián Campos      |
| «Hoy»              | Nicole           | Angela              | Blanca Lewin                         |
| «Me enamoré de ti» | Chayanne         | Soledad y Tomás     | Tamara Acosta y Juan Falcón          |
| «Valiente»         | Koko             | Amanda y Leo        | Manuela Martelli e Ignacio Garmendia |
| «Adiós»            | Jesse & Joy      | Tina                | Elisa Zulueta                        |
| «No renuncio»      | Fanny Lú         | Carmen y Tomás      | Carolina Arregui y Juan Falcón       |
| «Loba»             | Shakira          | Kiara               | Patricia López                       |
| «Amante Feroz»     | Paty López       | Kiara               | Patricia López                       |
| «Mientes»          | Camila           | Karen y Nacho       | Catalina González y Francisco Gormaz |

### Locaciones
- «The Black Ghosts» de Full Moon.
- «Supermassive Black Hole» de Muse.
- «Eet» de Regina Spektor.
- «Sol de invierno» de Javiera Mena.
- «Desde cuando» de Alejandro Sanz.
- «River Flows in You» de Yiruma.
- «Deja vú» de Gustavo Cerati.
- «Automatic» de Tokio Hotel.
- «Niña ay» de Américo.

## Emisión internacional
- Panamá: Telemix Internacional.
- : Tele-Romantica, Univision